# Чемпионат РСФСР по хоккею с шайбой 1953/1954
Седьмой чемпионат РСФСР по хоккею с шайбой был разыгран с января по 10 марта 1954 года.

## Предварительный этап

### 1-я зона
| М | Команда                          | 1        | 2        | 3        | 4        | 5        | 6        | 7        | И  | В | Н | П | Ш   | О |
| - | -------------------------------- | -------- | -------- | -------- | -------- | -------- | -------- | -------- | -- | - | - | - | --- | - |
| 1 | «Химик» Воскресенск              | -        | 5:2 в: п | в: п     | в: п     | 4:2 6:4  | 7:1 в: п | 5:1 4:2  | 12 | ? | ? | ? | ?-? | ? |
| 2 | «Трактор» Перово                 | 2:5 ?:?  | -        | 7:4 17:1 | 3:0 3:2  | 7:2 ?:?  | 10:4 ?:? | 6:0 0:0  | 12 | ? | ? | ? | ?-? | ? |
| 3 | «Красное знамя» Павловский Посад | п: в ?:? | 4:7 1:17 | -        | 4:17 5:3 | 4:15 ?:? | 10:4 6:6 | ?:?      | 12 | ? | ? | ? | ?-? | ? |
| 4 | «Зенит» Загорск                  | п: в ?:? | 0:3 2:3  | 17:4 3:5 | -        | в: п ?:? | в: п ?:? | в: п ?:? | 12 | ? | ? | ? | ?-? | ? |
| 5 | «Металлург» Электросталь         | 2:4 4:6  | 2:7 ?:?  | 15:4 ?:? | п: в ?:? | -        | ?:?      | ?:?      | 12 | ? | ? | ? | ?-? | ? |
| 6 | «Машиностроитель» Подольск       | 1:7 ?:?  | 4:10 ?:? | 4:10 6:6 | п: в ?:? | ?:?      | -        | ?:?      | 12 | ? | ? | ? | ?-? | ? |
| 7 | Клуб им. К.Маркса-2 Электросталь | 1:5 2:4  | 0:6 0:0  | ?:?      | п: в ?:? | ?:?      | ?:?      | -        | 12 | ? | ? | ? | ?-? | ? |

### 2-я зона
Планировалось участие команды Новгорода.
| М | Команда             | 1    | 2    | 3   | 4    | И | В | Н | П | Ш   | О |
| - | ------------------- | ---- | ---- | --- | ---- | - | - | - | - | --- | - |
| 1 | «Динамо» Горький    | -    | ?:?  | 4:1 | 11:1 | 3 | ? | ? | ? | ?-? | ? |
| 2 | «Спартак» Иваново   | ?:?  | -    | ?:? | 14:2 | 3 | ? | ? | ? | ?-? | ? |
| 3 | «Локомотив» Вологда | 1:4  | ?:?  | -   | ?:?  | 3 | ? | ? | ? | ?-? | ? |
| 4 | «Динамо» Кострома   | 1:11 | 2:14 | ?:? | -    | 3 | ? | ? | ? | ?-? | ? |

### 3-я зона
| М | Команда                 | 1        | 2        | 3        | 4        | И                              | В                              | Н                              | П                              | Ш                              | О                              |
| - | ----------------------- | -------- | -------- | -------- | -------- | ------------------------------ | ------------------------------ | ------------------------------ | ------------------------------ | ------------------------------ | ------------------------------ |
| 1 | «Шахтёр» Бобрик-Донской | -        | 11:2 ?:? | 18:2 ?:? | 13:1 ?:? | 4                              | ?                              | ?                              | ?                              | ?-?                            | ?                              |
| 2 | «Спартак» Тула          | 2:11 ?:? | -        | ?:? -:+  | ?:?      | 4                              | ?                              | ?                              | ?                              | ?-?                            | ?                              |
| 3 | «Динамо» Ростов-на-Дону | 2:18 ?:? | ?:? +:-  | -        | 2:7 ?:?  | 4                              | ?                              | ?                              | ?                              | ?-?                            | ?                              |
| 4 | «Динамо» Воронеж        | 1:13 ?:? | ?:?      | 7:2 ?:?  | -        | Команда снялась с соревнований | Команда снялась с соревнований | Команда снялась с соревнований | Команда снялась с соревнований | Команда снялась с соревнований | Команда снялась с соревнований |

### 4-я зона
| М | Команда             | 1         | 2        | 3        | 4         | 5         | И | В | Н | П | Ш     | О  |
| - | ------------------- | --------- | -------- | -------- | --------- | --------- | - | - | - | - | ----- | -- |
| 1 | «Зенит» Куйбышев    | -         | 5:5 13:2 | в: п 6:4 | 13:7 10:3 | 13:5 в: п | 8 | 7 | 1 | 0 | ?-?   | 15 |
| 2 | «Наука» Пенза       | 5:5 2:13  | -        | п: в 5:4 | 3:7 6:1   | 8:2 9:2   | 8 | 4 | 1 | 3 | ?-?   | 9  |
| 3 | «Искра» Саратов     | п: в 4:6  | в: п 4:5 | -        | 4:7 4:3   | 5:4 в: п  | 8 | 4 | 0 | 4 | ?-?   | 8  |
| 4 | «Спартак» Пенза     | 7:13 3:10 | 7:3 1:6  | 7:4 3:4  | -         | 4:4 7:4   | 8 | 3 | 1 | 4 | 39-48 | 7  |
| 5 | «Динамо» Сталинград | 5:13 п: в | 2:8 2:9  | 4:5 п: в | 4:4 4:7   | -         | 8 | 0 | 1 | 7 | ?-?   | 1  |

### 5-я зона
| М | Команда                  | 1        | 2        | 3       | 4        | 5       | 6       | И  | В | Н | П | Ш   | О |
| - | ------------------------ | -------- | -------- | ------- | -------- | ------- | ------- | -- | - | - | - | --- | - |
| 1 | ДО Свердловск            | -        | ?:?      | ?:?     | 11:1 7:1 | 7:1 8:3 | ?:?     | 10 | ? | ? | ? | ?-? | ? |
| 2 | «Металлург» Магнитогорск | ?:?      | -        | ?:?     | 5:0 13:9 | 7:4 ?:? | 5:4 ?:? | 10 | ? | ? | ? | ?-? | ? |
| 3 | «Наука» Челябинск        | ?:?      | ?:?      | -       | ?:?      | ?:?     | 8:5 ?:? | 10 | ? | ? | ? | ?-? | ? |
| 4 | «Металлург» Ревда        | 1:11 1:7 | 0:5 9:13 | ?:?     | -        | ?:?     | 4:2 ?:? | 10 | ? | ? | ? | ?-? | ? |
| 5 | «Спартак» Молотов        | 1:7 3:8  | 4:7 ?:?  | ?:?     | ?:?      | -       | 4:3 ?:? | 10 | ? | ? | ? | ?-? | ? |
| 6 | «Металлург» Серов        | ?:?      | 4:5 ?:?  | 5:8 ?:? | 2:4 ?:?  | 3:4 ?:? | -       | 10 | ? | ? | ? | ?-? | ? |

### 6-я зона
| М | Команда                      | 1        | 2        | 3        | 4        | 5        | 6        | И  | В | Н | П | Ш   | О |
| - | ---------------------------- | -------- | -------- | -------- | -------- | -------- | -------- | -- | - | - | - | --- | - |
| 1 | «Крылья Советов» Новосибирск | -        | ?:?      | 5:6 ?:?  | ?:?      | ?:?      | в: п ?:? | 10 | ? | ? | ? | ?-? | ? |
| 2 | СКИФ Омск                    | ?:?      | -        | ?:?      | 9:4 ?:?  | 5:1 ?:?  | в: п ?:? | 10 | ? | ? | ? | ?-? | ? |
| 3 | «Спартак» Иркутск            | 6:5 ?:?  | ?:?      | -        | ?:? 2:6  | 7:2 ?:?  | в: п ?:? | 10 | ? | ? | ? | ?-? | ? |
| 4 | «Химик» Новосибирск          | ?:?      | 4:9 ?:?  | 6:2 ?:?  | -        | ?:?      | в: п ?:? | 10 | ? | ? | ? | ?-? | ? |
| 5 | «Металлург» Сталинск         | ?:?      | 1:5 ?:?  | 2:7 ?:?  | ?:?      | -        | в: п ?:? | 10 | ? | ? | ? | ?-? | ? |
| 6 | «Спартак» Красноярск         | п: в ?:? | п: в ?:? | п: в ?:? | п: в ?:? | п: в ?:? | -        | 10 | ? | ? | ? | ?-? | ? |

### Стыковые матчи за право участия в финале
«Шахтёр» Бобрик-Донской — «Трактор» Перово — 2:0, 5:1

## Финал
Матчи прошли с 3 по 10 марта на стадионе «Металлург» в Серове. Куйбышевский «Зенит» опоздал к началу соревнований.
| М | Команда                      | 1    | 2    | 3   | 4   | 5    | И | В | Н | П | Ш     | О |
| - | ---------------------------- | ---- | ---- | --- | --- | ---- | - | - | - | - | ----- | - |
|   | «Химик» Воскресенск          | -    | 5:3  | 4:1 | 5:4 | 13:6 | 4 | 4 | 0 | 0 | 27-14 | 8 |
|   | «Шахтёр» Бобрик-Донской      | 3:5  | -    | 4:3 | 4:2 | 13:3 | 4 | 3 | 0 | 1 | 24-13 | 6 |
|   | ДО Свердловск                | 1:4  | 3:4  | -   | 6:3 | 6:1  | 4 | 2 | 0 | 2 | 16-12 | 4 |
| 4 | «Динамо» Горький             | 4:5  | 2:4  | 3:6 | -   | 3:0  | 4 | 1 | 0 | 3 | 12-15 | 2 |
| 5 | «Крылья Советов» Новосибирск | 6:13 | 3:13 | 1:6 | 0:3 | -    | 4 | 0 | 0 | 4 | 10-35 | 0 |

### Состав чемпионов
Константин Будылкин, Виктор Федичкин; 

Александр Афанасьев, Александр Кашаев, Станислав Квасников, Борис Сысоев, Николай Эпштейн; 

Виктор Агафонов, Владимир Ефимов, Лев Николаев, Андрей Маскаев, Владимир Мискин, Алексей Полухин, Николай Родин, Лев Смолев, Валентин Соловьёв, А.Алексуткин, И.Ванякин. 

Тренер: Николай Эпштейн (играющий).